# فرید دوسایف

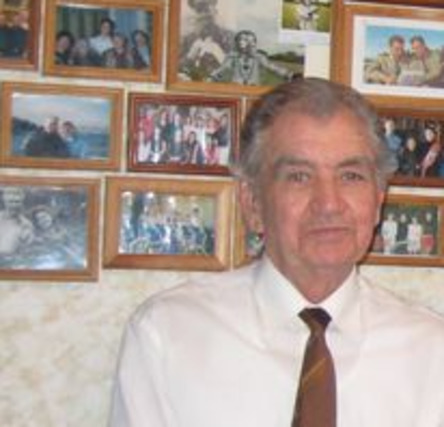
فرید دوسایف، شناگر سابق اهل شوروی - ۲۰۱۵

فرید دوسایف (به انگلیسی: Farid Dosayev) (زادهٔ ۶ مارس ۱۹۳۳) شناگر اهل شوروی است.